# Tuomilahti (vik)
Tuomilahti är en vik i Finland. Den ligger i Kemi i landskapet Lappland, i den norra delen av landet, 600 km norr om huvudstaden Helsingfors.